# Ábécék származás szerinti listája
Ez a lista az egyes ábécék származását és kialakulásának hozzávetőleges időszakát mutatja. Az ábécék megjelenése a megjelölt időpontokhoz képest akár évszázadokkal korábban is történhetett, itt csupán az első leletekből történő következtetésekről van szó. A felsoroltakon kívül számos más ábécé is létezik, amelyek ebbe a felsorolásba az egyszerűség és a világosság kedvéért nem kerültek bele.
- ókánaánita ábécé Kr. e. 15. sz.
  - kánaánita-föníciai ábécé Kr. e. 11. sz.
    - arámi ábécé Kr. e. 9. sz.
      - Brāhmī és indikus írás, Kr. e. 6. sz. 
        - tibeti írás Kr. u. 7. sz.
        - khmer/jávai írás, Kr. u. 9. sz.

      - héber ábécé Kr. e. 3. sz.
      - szír ábécé Kr. e. 2. sz.
        - szogd ábécé Kr. u. 1. sz.
          - türk rovásírás Kr. u. 7. sz.
            - magyar rovásírás Kr. u. 8–9. sz.

      - Din Dabireh Kr. u. 3. sz.
      - arab ábécé Kr. u. 4. sz.

    - görög ábécé Kr. e. 9. sz.
      - etruszk ábécé Kr. e. 8. sz.
        - latin ábécé Kr. e. 7. sz.
        - germán rúnaírás Kr. u. 2. sz.

      - gót ábécé Kr. u. 4. sz.
      - örmény ábécé 405
      - glagolita ábécé 862 
        - cirill ábécé Kr. u. 10. sz.

    - szamaritánus ábécé Kr. e. 6. sz.
    - ibériai ábécé Kr. e. 6. sz.

  - dél-arábiai írás Kr. e. 8. sz.
    - ge'ez írás Kr. e. 5–6. sz.

  - meroita írás Kr. e. 3. sz.

Megjegyzések:
1. Ezt a csoportosítást nem mindenki fogadja el, lásd: Varga-féle rovásírás-elmélet
2. A még használt írások dőlt betűkkel.